# Forns' zanger
Forns' zanger (Teretistris fornsi) is een zangvogel uit de familie Teretistridae.

## Verspreiding en leefgebied
Deze soort is endemisch in Cuba en telt 2 ondersoorten:
- T. f. fornsi: noordelijk Cuba.
- T. f. turquinensis: zuidoostelijk Cuba.